# Fornaci Zulian
 (janvier 2025).
Fornaci Zulian est une entreprise italienne  avec une longue tradition dans le domaine de la production de chaux, fondée en 1896 à Fontaniva, une ville située le long de la rivière Brenta. Spécialisée dans la production de chaux dolomitique et magnésienne, l'entreprise est reconnue pour la qualité de ses produits, grâce à leur teneur élevée en magnésium.

## Histoire
Les origines de la production de chaux dans la famille Zulian remontent au XVIIIe siècle, lorsque les "Carli" (surnom de la famille Zulian) étaient déjà des maîtres-fourniers, comme le démontrent les cartes historiques de l'époque. L'entreprise possède des racines profondément ancrées dans le territoire, avec les premiers documents attestant de l'existence d'un "petit four à chaux" près de la rivière Brenta.
La création de l'entreprise remonte à 1896, lorsque Carlo Zulian et son frère Prosdocimo fondent un petit four le long de l'ancienne via Roma, aujourd'hui via Angelo Velo, destinée à la cuisson des pierres collectées dans la rivière Brenta. Le four avait une production limitée, égale à 8 quintaux de chaux par jour, et comprenait une structure avec un four de 6 mètres de haut ainsi qu'un hangar adjacent pour le stockage des matériaux.
En 1899, les frères Zulian agrandirent l'usine en ajoutant un deuxième four, qui resta en activité jusqu'en 2008. En 1958, l'entreprise connut une nouvelle expansion avec l'élévation du four principal et la construction de trois nouveaux hangars : l'un destiné au traitement du mortier fin pour enduit, une autre pour le stockage du bois et un troisième l'alimentation des fours.
L'entreprise a toujours utilisé le bois comme combustible pour ses fourneaux, une tradition qui remonte à l'époque des anciens peuples de Mésopotamie.
En 2009, Fornaci Zulian a construit une nouvelle installation bicarburant fonctionnant à 100% à la biomasse, permettant d'augmenter la capacité de production à 450 tonnes par jour et de rendre l'entreprise encore plus durable et technologiquement avancée.
En 2011, Fornaci Zulian a conclu un partenariat avec Unicalce, une étape importante qui a permis à l'entreprise d'internationaliser son offre et d'élargir son influence à l'échelle mondiale.

## Produits
Le cœur de métier de Fornaci Zulian est la production de chaux dolomitique et de chaux magnésienne, particulièrement appréciées pour leur haute teneur en magnésium. La chaux produite est utilisée dans divers secteurs, notamment la stabilisation des sols, la chimie, la sidérurgie et l'agriculture.

## Remerciements
Au fil des années, Fornaci Zulian a reçu de nombreuses distinctions[Lesquelles ?] pour la haute qualité de ses produits et pour son engagement envers l'innovation et la durabilité. De plus, l'entreprise collabore également avec des institutions et des universités italiennes et étrangères pour réduire les émissions de carbone .

## Remarques
1. ↑  (it) « Fornaci Zulian Srl »
2. ↑  (en) « Study visit to lime kiln producers in Italy »